# Mappemondes anciennes
Cet article présente les cartes anciennes du monde ou anciennes mappa mundi (mappemondes), de l'Antiquité à la fin du Moyen Âge.
Le sens du mot mappemonde, du latin « mappa mundi », carte (mappe) du monde, a évolué à partir du XVIe siècle pour désigner une « carte représentant le globe terrestre divisé en deux hémisphères ».
Il faudra attendre 1538 pour voir apparaître les mappemondes sous forme de globe tridimentionnel, telles qu'on les connaît actuellement : les mappemondes en projection de Mercator.
L'inventeur en est Gerard De Kremer, connu sous son nom latinisé de Gerardus Mercator (Gérard Mercator).

## Antiquité

### Anaximandre

Carte du monde d'Anaximandre (reconstruction)

Le philosophe grec Anaximandre (mort vers -546) aurait été le premier à proposer une carte du monde. Elle ne nous est pas parvenue, mais peut être reconstituée grâce à des descriptions ultérieures.
Anaximandre considère le monde comme circulaire, avec la mer Égée pour centre. Il est divisé en trois continents : l'Europe, la Libye (l'Afrique) et l'Asie. L'Europe est séparée de la Libye par la mer Méditerranée et de l'Asie par le Pont-Euxin et le Phase. Le Nil sépare l'Asie de la Libye. Les continents sont entourés par un océan extérieur.

### Hécatée de Milet

Carte du monde d'Hécatée (reconstruction)

Hécatée de Milet (mort vers -480) se serait inspiré d'Anaximandre pour proposer sa propre carte du monde, qui accompagne sa Périégèse (uniquement connue à travers des citations).

### Ératosthène

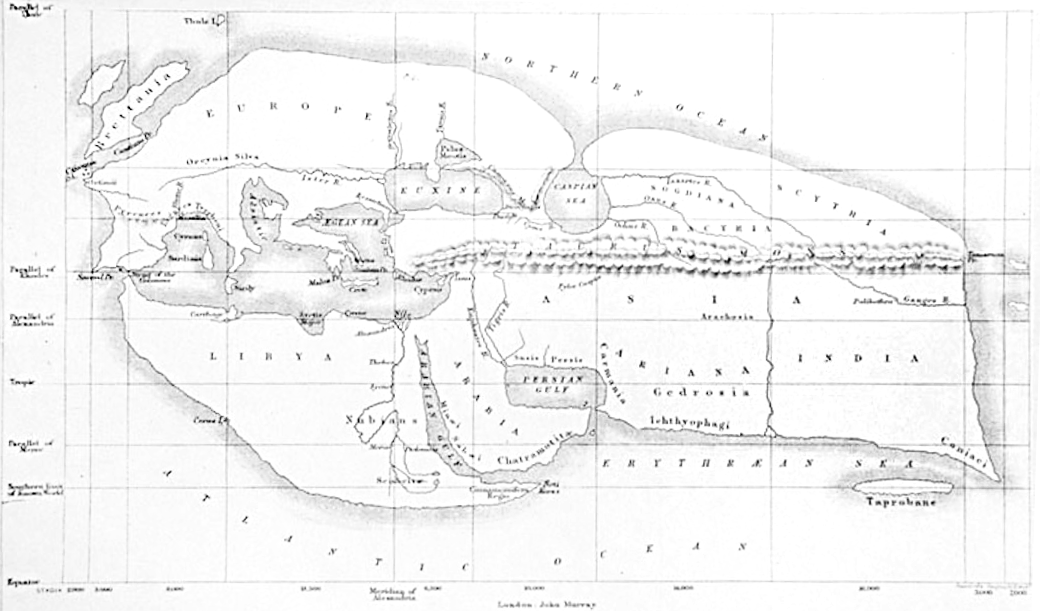
Carte du monde d'Ératosthène (reconstruction de 1883)

La carte d'Ératosthène (mort vers -194) incorpore des découvertes faites lors des conquêtes d'Alexandre le Grand et ses successeurs.

### Pomponius Mela

Le monde selon Pomponius Mela (reconstruction de 1898)

Pomponius Mela (fl. 42) est le plus ancien géographe romain connu.

### Ptolémée

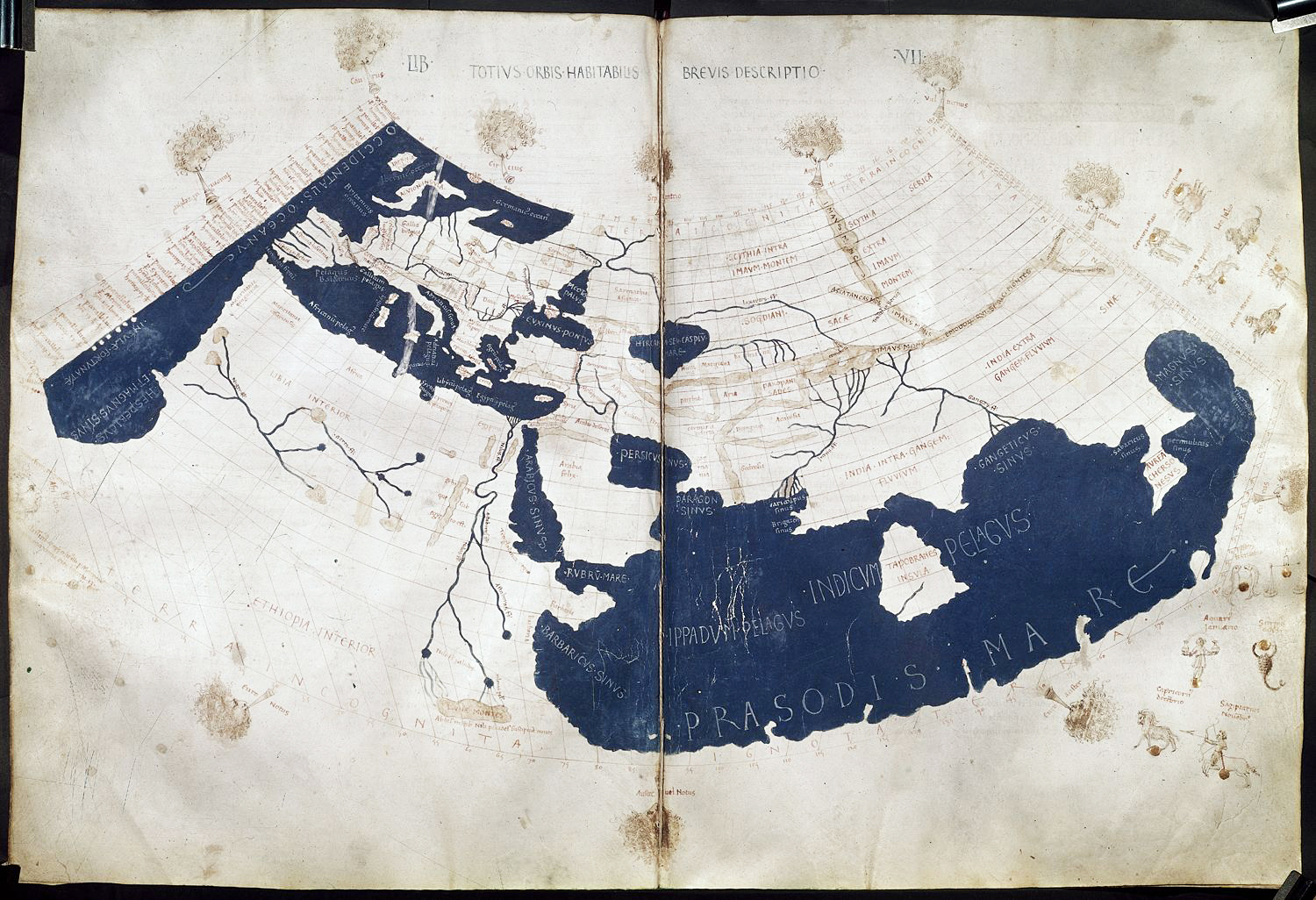
La carte du Monde de Ptolémée (reconstruction du XVe siècle).

La carte de Ptolémée est basée sur la description du monde contenue dans l'ouvrage de Ptolémée Geographia, écrit vers 150 de notre ère. Aucune carte datant de l'époque de l'ouvrage n'a jamais été trouvée, mais la Geographia permet de la construire, grâce à la méthode proposée et aux milliers de références à différents lieux de l'Ancien Monde, incluant des coordonnées géographiques pour nombre d'entre eux. Ainsi, lorsque le manuscrit a été redécouvert vers 1300, les cartographes ont pu reconstruire le monde tel que le concevait Ptolémée.

## Moyen Âge

### Mappa Mundi d'Albi (vers 780)
La Mappa mundi d'Albi se trouve dans un manuscrit de la seconde moitié du VIIIe siècle conservé dans le fonds ancien de la médiathèque Pierre-Amalric d'Albi, manuscrit qui provient de la bibliothèque du chapitre de la cathédrale Sainte-Cécile d'Albi. Elle représente 23 pays sur 3 continents. Le monde connu est représenté en forme de fer à cheval autour de la Méditerranée, avec le Proche Orient en haut, l'Europe à gauche et le nord de l'Afrique à droite.

### Mappa Mundi de Beatus (vers 1050)

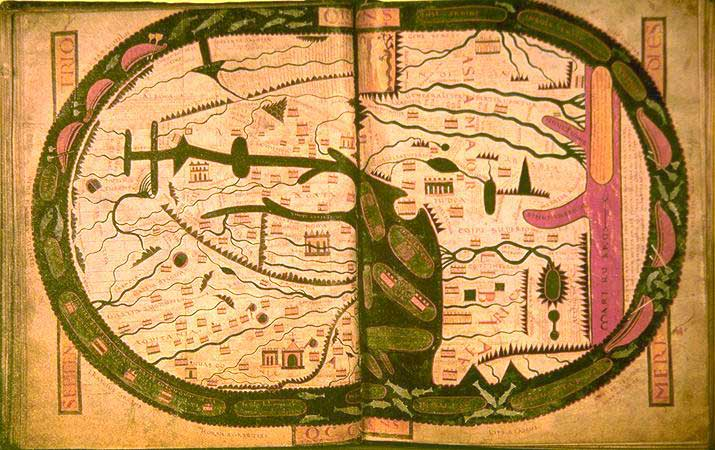
Carte du monde tirée du Beatus de Saint-Sever.

Beatus de Liébana (v. 730 - 798) était moine au monastère Saint-Martin de Liébana, en Espagne, surtout connu aujourd'hui pour son Commentaire sur l'Apocalypse (v. 776). Certains manuscrit de son texte contiennent aussi les plus anciennes cartes du monde chrétiennes. Bien que le manuscrit original et la carte n'aient pas survécu, les copies existent dans plusieurs manuscrits postérieurs.
Dans cette mappemonde, on trouve la carte en T, qui sera progressivement abandonnée à partir du XIIe siècle.

### Carte d'Al Idrissi (vers 1154)

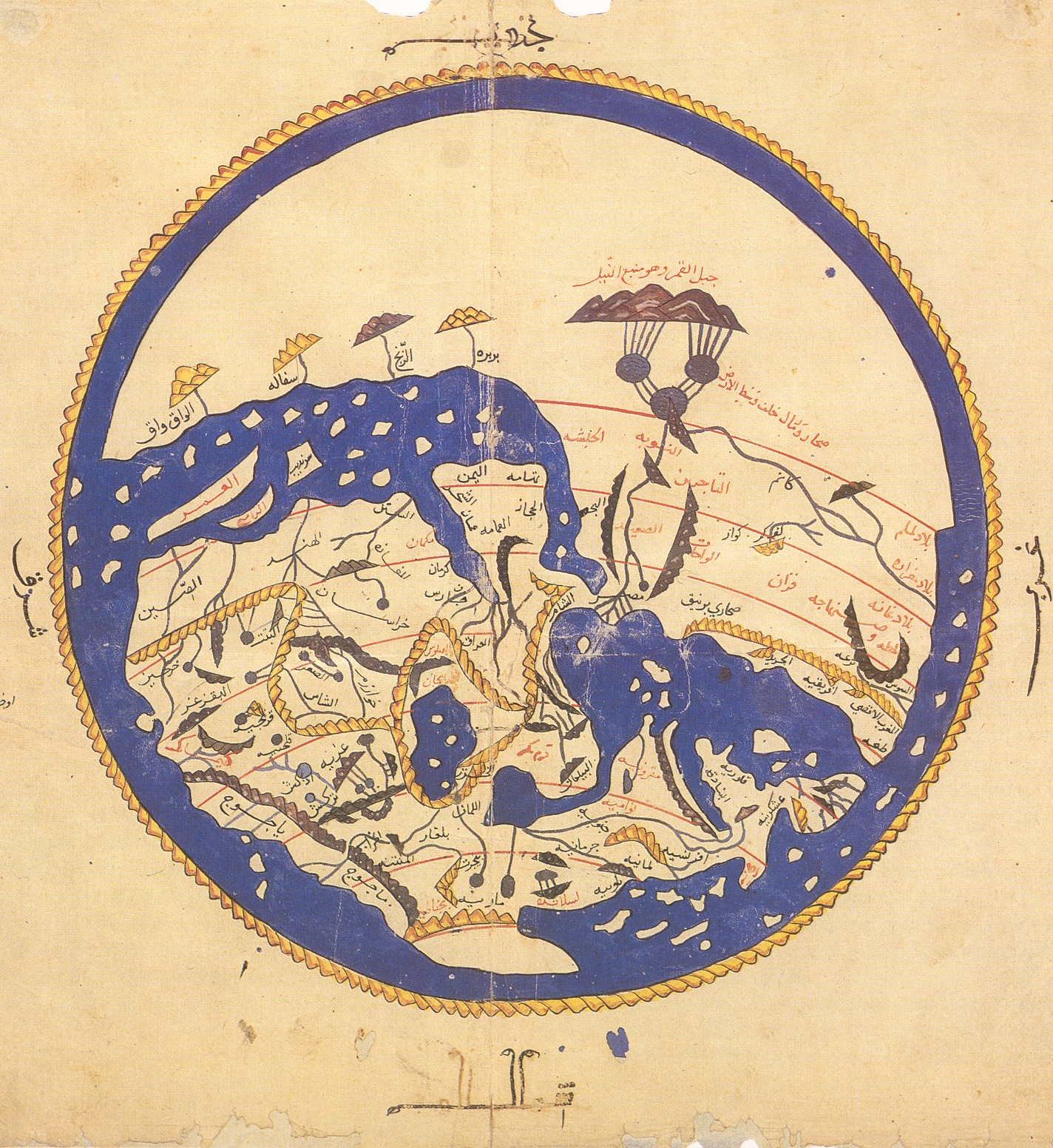
Le monde d'al-Idrīsī orienté sud/nord

Le géographe arabe Al Idrissi a inclus, avec les informations héritées de l'Antiquité classique, les connaissances sur l'Afrique et l'océan Indien que les marchands arabes et les explorateurs avaient glanées depuis. Il réalisa ainsi les cartes les plus précises et les plus complètes de son temps.
Dans cette carte, le nord est en bas, et le sud en haut.
Al Idrissi travailla notamment pour Roger II de Sicile à Palerme.

### Mappa Mundi d'Ebstorf (vers 1300)

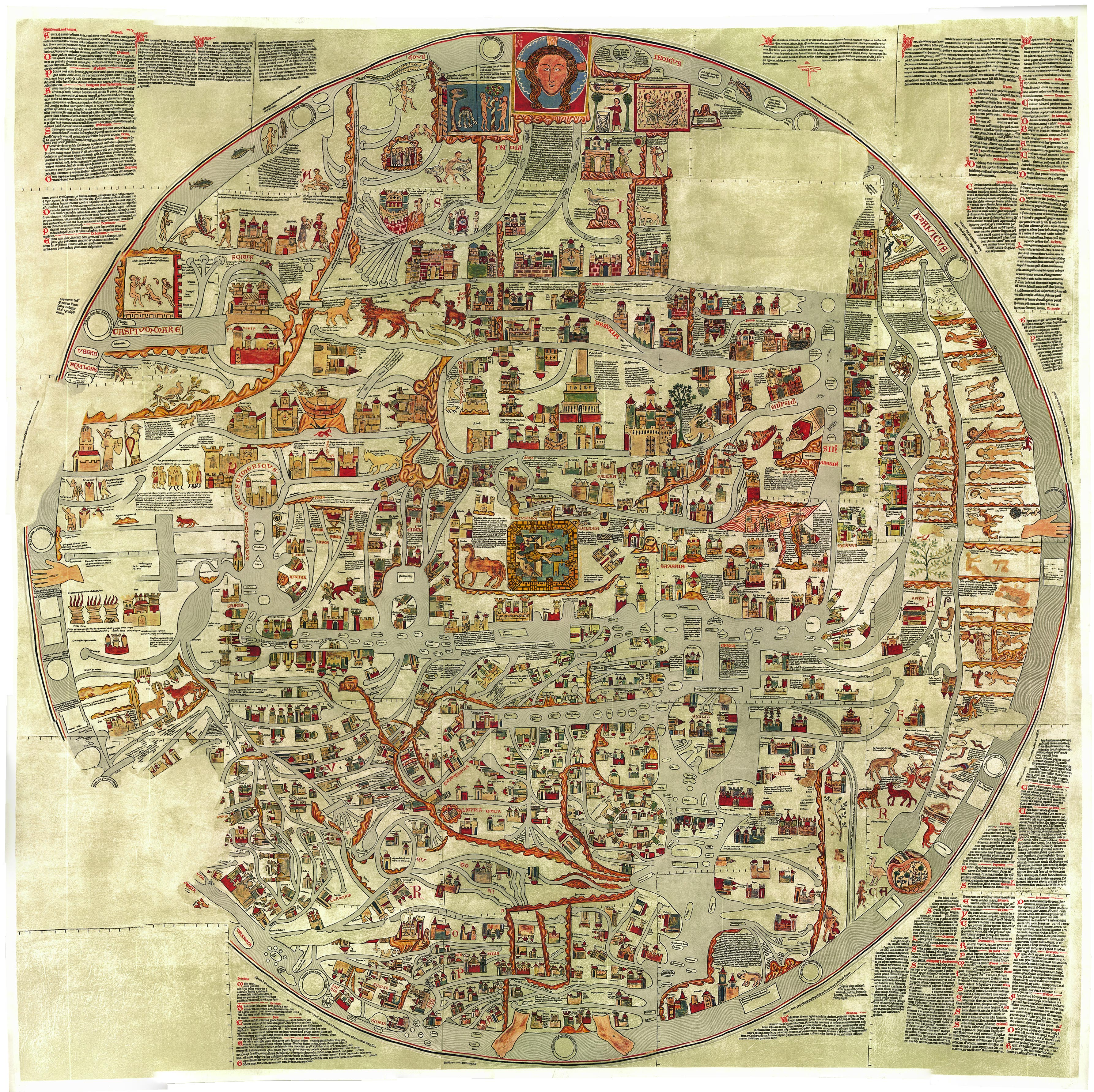
La carte d'Ebstorf

La Carte d'Ebstorf était une mappemonde réalisée autour de 1300. Elle mesure 3,6 sur 3 mètres, et contient plus de 2300 données sous forme de textes ou d’images, ce qui en fait la plus grande et la plus complexe des cartes médiévales connues. Elle était composée de 30 feuilles de parchemin cousues ensemble. Elle a été nommée d’après son lieu de découverte qui est probablement aussi son lieu de création, le couvent bénédictin d'Ebstorf, en Basse-Saxe,
Trouvée en 1830 dans une remise, elle a été détruite pendant le bombardement de Hanovre en 1943, et reconstruite d’après des copies anciennes.

### Mappa Mundi d'Hereford (vers 1300)

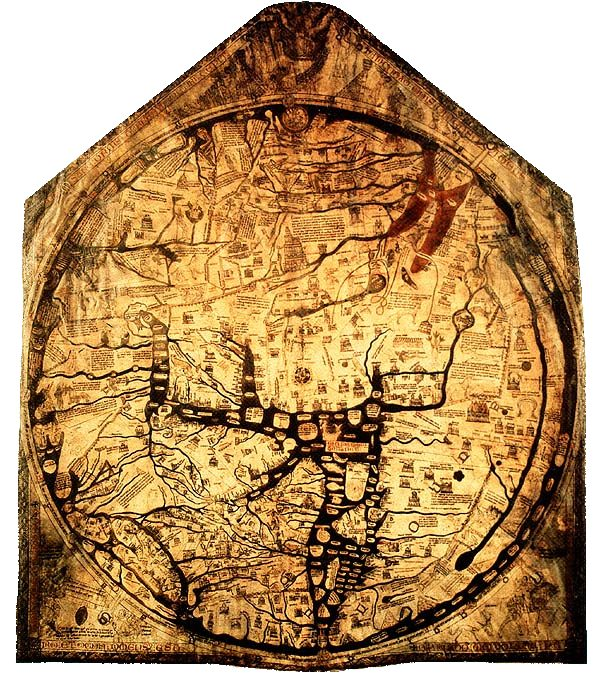
Mappa Mundi d'Hereford.

La Mappa Mundi d'Hereford est une carte T dans l'O, présentant une manière de perfectionnement du genre, datant des environs de 1300. Elle est signée par un certain "Richard de Haldingham ou de Lafford". Dessinée sur une unique feuille de vélin, elle mesure 158 cm sur 133 cm. Les tracés sont réalisés en encre noire, avec des additions de rouge et d'or, ainsi que du bleu/vert pour l'eau (la Mer Rouge étant coloriée en rouge).

### Atlas catalan (1375)

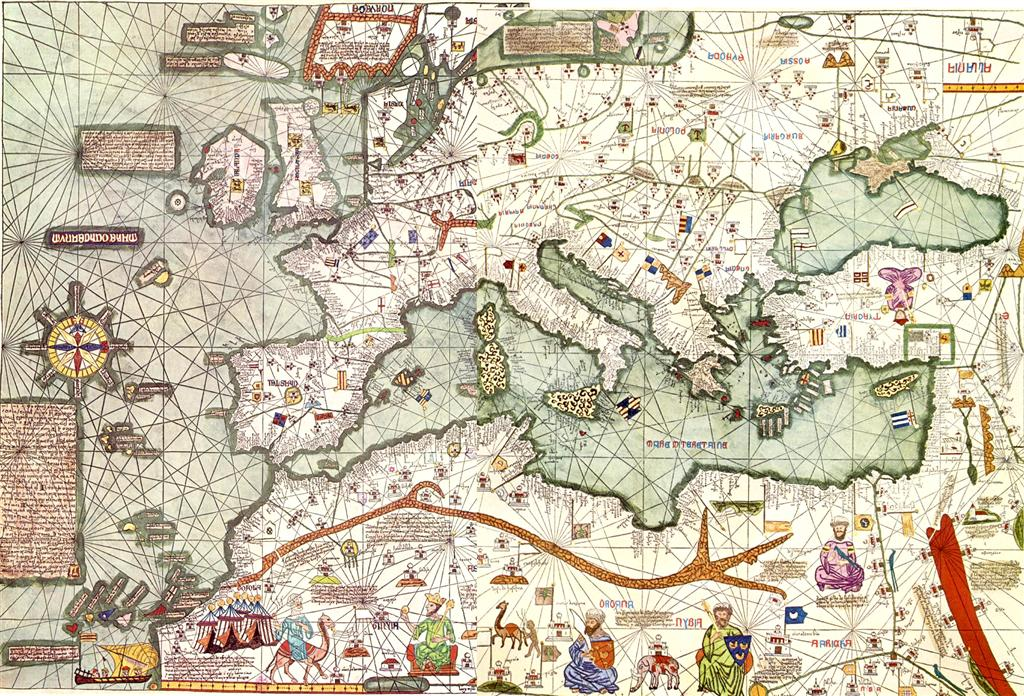
Reconstitution de la partie occidentale de l'Atlas catalan.

L'Atlas catalan se trouvait dans l'inventaire de la bibliothèque du roi de France Charles V en 1380, date de sa mort. La carte est accompagnée d'un calendrier perpétuel portant la date de 1375, permettant de donner une estimation précise de sa réalisation. Elle est traditionnellement attribuée à Abraham Cresques, cartographe de l'école majorquine.
L'« atlas » se compose de six feuilles de vélin. Les deux premières feuilles sont constituées de textes à caractère cosmographique et astronomique (dont le calendrier). Les quatre autres représentent le monde connu de l'époque et s'appuie sur les récits de Marco Polo pour sa partie orientale. Le haut de la carte constitue le sud : de gauche à droite on parcourt ainsi le monde de la Chine (Cathay) aux côtes atlantiques de l'Europe. La zone méditerranéenne est très précise et s'apparente aux portulans, avec néanmoins des précisions à l'intérieur des terres. La carte est centrée sur Jérusalem. L'Asie, comme le sud de l'Afrique, est beaucoup moins précise et les ornements, s'appuyant sur des thèmes mythiques ou religieux, pallient le manque d'information. Les villes et leurs richesses évoquées par Marco Polo sont cependant portées sur le document.
Commandée par un roi d'Aragon pour un roi de France, l'Atlas catalan constitue un chef-d'œuvre particulièrement riche et soigné. Il est conservé aujourd'hui à la Bibliothèque nationale de France à Paris.

### La carte Kangnido (1402)

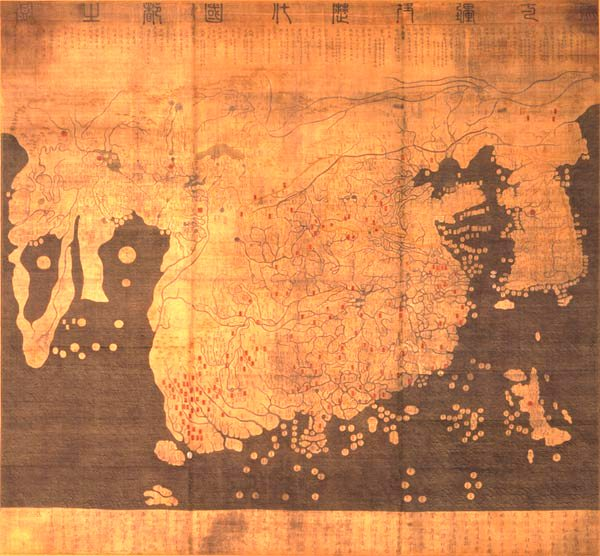
La carte Kangnido (1402).

La carte Kangnido (Carte historique des villes et pays) a été réalisée en Corée en 1402, à partir de sources chinoises, par Gim Sa-hyeong (김사형:金士衡), Li Mu (이무:李茂) et Li Hoi (이회). Elle décrit la totalité du monde connu à l'époque et en ce territoire: la Corée et le Japon à l'est; la Chine surdimensionnée au centre; et, à une époque où les voyages d'exploration des Européens n'ont pas encore débuté, l'Asie occidentale, l'Afrique et l'Europe à l'ouest. Soit la totalité de l'Ancien Monde. Il semblerait que cette carte précède également les voyages du grand amiral chinois Zheng He (vers 1420), suggérant de toute façon l'étendue des connaissances des civilisations d'Extrême-Orient de l'époque.

### Planisphèrede Virga (1411-1415)

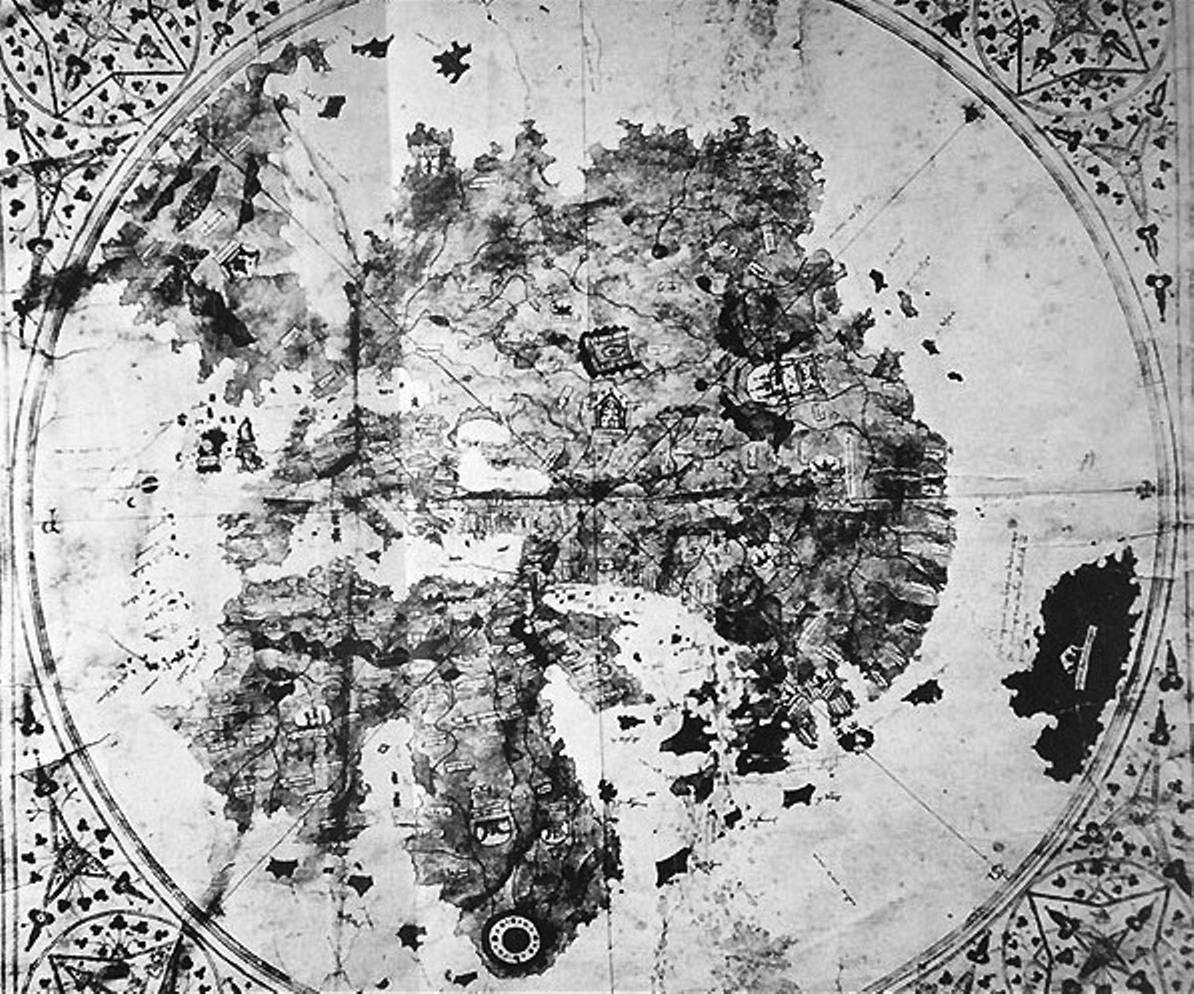
Le planisphère de Virga (1411-1415).

Cette carte a été réalisée par Albertin de Virga entre 1411 et 1415. Le Vénitien Albertin de Virga est également connu pour une carte de la Méditerranée également réalisée à Venise en 1409. Son planisphère est circulaire. Elle est dessinée sur un parchemin de 69,6 cm sur 44 cm, L'extension autour de la carte elle-même (de 44 cm environ de diamètre) est occupée par un calendriers et deux tables.
Le planisphère de Virga indique de façon précise des terres nouvelles :
- Les îles Canaries ainsi que les Açores sont représentées.
- La pointe sud du continent africain est indiquée

### Atlas d'Andrea Bianco (1436)

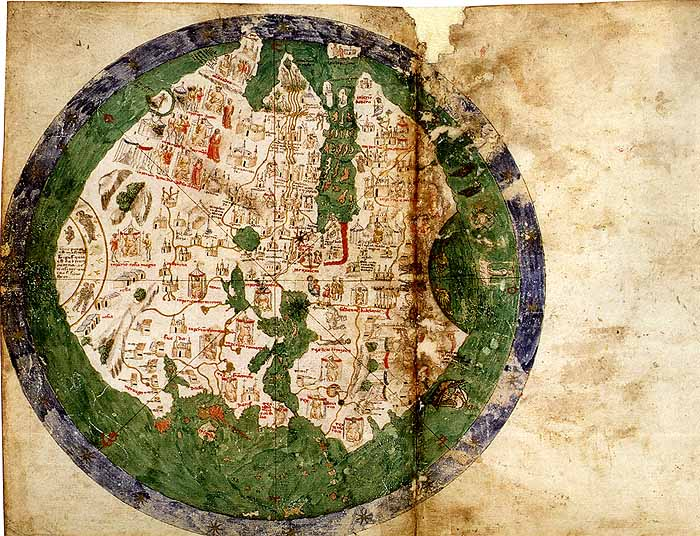
Atlas d'Andrea Bianco (1436)

L'atlas d'Andrea Bianco fut réalisé en 1436 sur dix feuilles de parchemin mesurant 29 x 38 cm.
La première feuille contient une description de la "Règle de Marteloio" pour expliquer le "cercle et le carré", deux tables et deux autres diagrammes. Les autres feuillets contiennent des cartes marines.
Le neuvième feuillet contient un planisphère circulaire mesurant 25 cm de circonférence.
Le dernier feuillet représente une carte du monde avec projection et graduation de Ptolémée.
Andrea Bianco fut un collaborateur d'un autre cartographe vénitien Fra Mauro.

### Planisphère de Fra Mauro (1459)

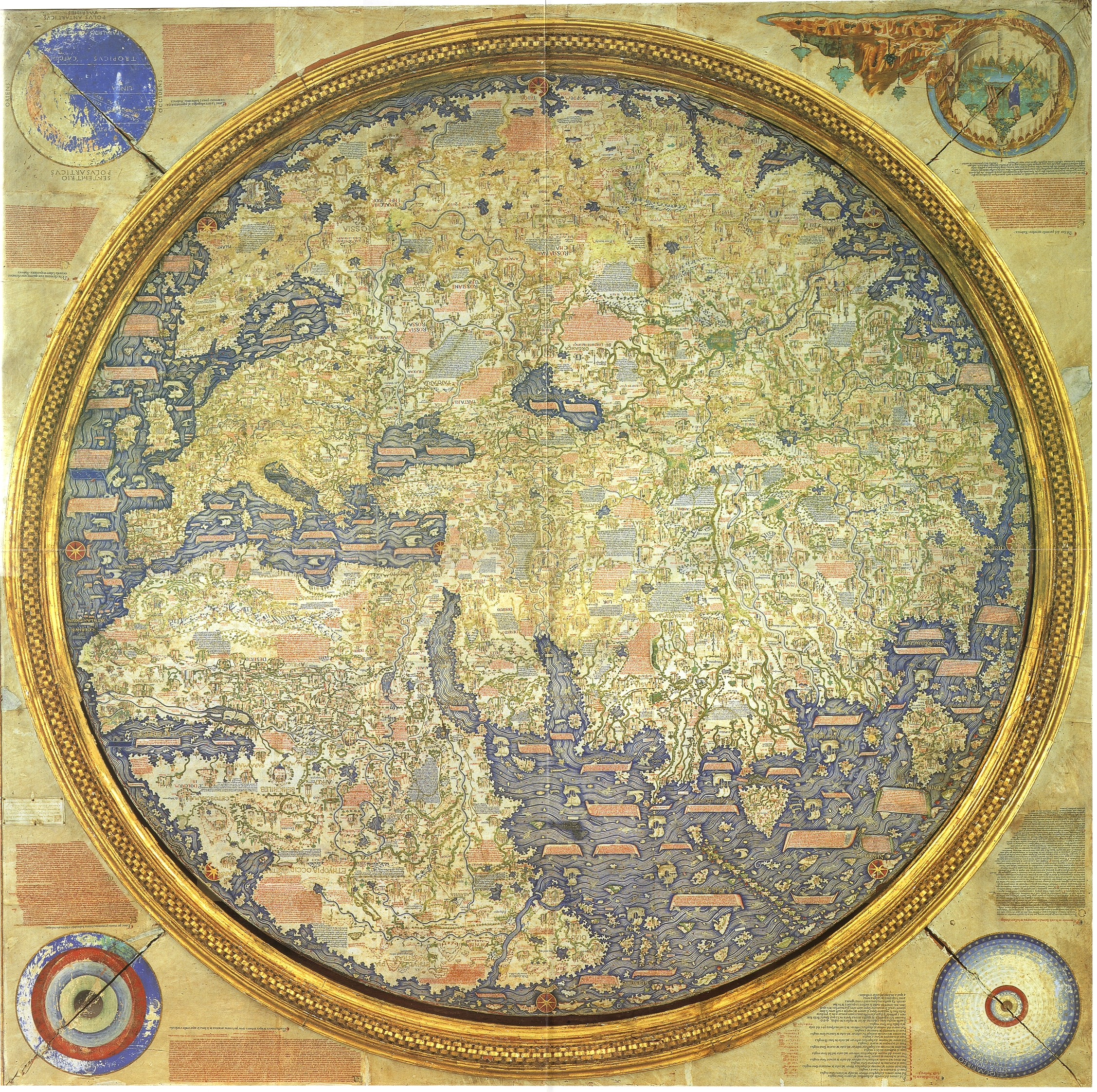
La carte de Fra Mauro (1459).

Le moine camaldule vénitien Fra Mauro a réalisé son planisphère circulaire entre 1457 et 1459 sur un parchemin d'environ 2 m de diamètre. La carte est insérée dans un cadre en bois.
L'original de la carte a été dessiné par Fra Mauro et son assistant Andrea Bianco, marin et cartographe, à la demande du roi Alphonse V de Portugal. Elle a été achevée le 24 avril 1459[réf. nécessaire] et envoyée au Portugal. Cet exemplaire n'est pas parvenu jusqu'à nous. Fra Mauro a commencé à en faire une copie pour la Seigneurie de Venise, qui a été achevée après sa mort par Andrea Bianco.
La carte représente de manière étonnante l'océan Indien et surtout la partie australe de l'Afrique, à une époque où aucun Européen ne s'y était encore aventuré. Il est plausible que ces renseignements soient parvenus de Chine en Italie par l'intermédiaire de marchands.